# Аґар-Малва
Аґар-Малва - округ у штаті Мадх'я-Прадеш, Індія. Площа округу становить 2.785 км². 

## Міста
- Аґар
- Бадод
- Донґарґаон
- Налкхеда
- Сояткалан
- Суснер